# موتورولا 88000
إن الـ 88000 (أو m88k اختصارا) هو معالج ذو مجموعة تعليمات من نوع مجموعة الاوامر المختصرة للحاسوب (RISC) مطور من قبل موتورولا. لقد كان الـ 88000 محاولة من قبل موتورولا لمعمارية RISC للتطبيقات المنزلية، منذ بداية الثمانينات من القرن الماضي. وصل الـ 88000 إلى السوق بعد حوالي عامين من المنافس سبارك (معمارية المعالج القابلة للتوسع SPARC) ومعمارية الـ MIPS. ونظرا للبداية المتأخرة والتأخيرات الشديدة في طرح الجيل الثاني MC88110، حقق الـ m88k نجاحا محدودا جدا خارج إطار منصة ام في ام اي (حواسيب موتورولا أحادية اللوحة MVME) وبيئات المتحكمات المدمجة.
رغم أنه يرمز إليه أحيانا بـ A88k، إلا أن أبولو بريسم لا علاقة له بالموتورولا 88000.

## التاريخ
لقد سمي هذا التصميم في البداية 78000 كمحاولة لتمجيد سلسلتهم الشهيرة 68000، وقد مر خلال مسار تطوير عصيب، بما في ذلك تغييرا في الاسم، قبل أن يظهر في النهاية في إبريل 1988.
في أواخر الثمانينات من القرن الماضي كانت العديد من الشركات تراقب باهتمام الـ 88000 لإمكانية استخدامه في المستقبل، بما في ذلك نكست، أبل وحاسوب أبولو، لكنهم جميعا استلموا مع وصول 88110 في 1990.
كانت هناك محاولة لجعل النظام شائعا بمجموعة 88مفتوح، مشابها لما كانت صن ميكروسيستمز بتصميمهم سبارك. بدا أنه قد فشل وفقا لأي منظور عملي.
في بداية التسعينات انضمت موتوروا إلى تحالف إيم في سعيهم لإنشاء تصميم RISC جديد مبنيا على تصميم آي بي إم بور. لقد قدموا القليل من مميزات 88000 إلى بور بي سي لتقديم نوع جديد من مسارات الترقية لقاعدة زبائنهم. في ذلك الوقت تم التخلص من 88000 بأسرع وقت ممكن.

## المعمارية
مثل الـ 68000 قبله، إعتُبِر الـ 88000 تصميما «نظيفا» جدا. لقد كان معمارية ذات 32 بت بنظام تحميل/تخزين، باستخدام ذواكر مخبأ منفصلة لكل من التعليمات والبيانات (معمارية هارفارد)، ونواقل منفصلة لكل من البيانات والعناوين. كان لديه مجموعة أوامر صغيرة لكن قوية، وكما جميع وحدات المعالجة المركزية لموتورولا، لم يستخدم تقسيم الذاكرة.
أحد أكبر الأخطاء المعمارية كان أن كلا من تعليمات الأعداد الصحيحة وتعليمات النقطة العائمة استخدما نفس ملف المسجل. حيث تطلب من ملف مسجل مفرد أن يمتلك عدد كافي من منافذ القراءة والكتابة لدعم كل من وحدة تنفيذ الأعداد الصحيحة ووحدة النقطة العائمة. وتشكل الوصلات لكل منفذ حملا تكثيفيا إضافيا يجب دعمه من قبل خلية ذاكرة لمسجل. وقد جعل ذلك من الصعوبة بمكان بناء تنفيذات سوبرسكالر عالية التردد. [بحاجة لمصدر]

## التنفيذ

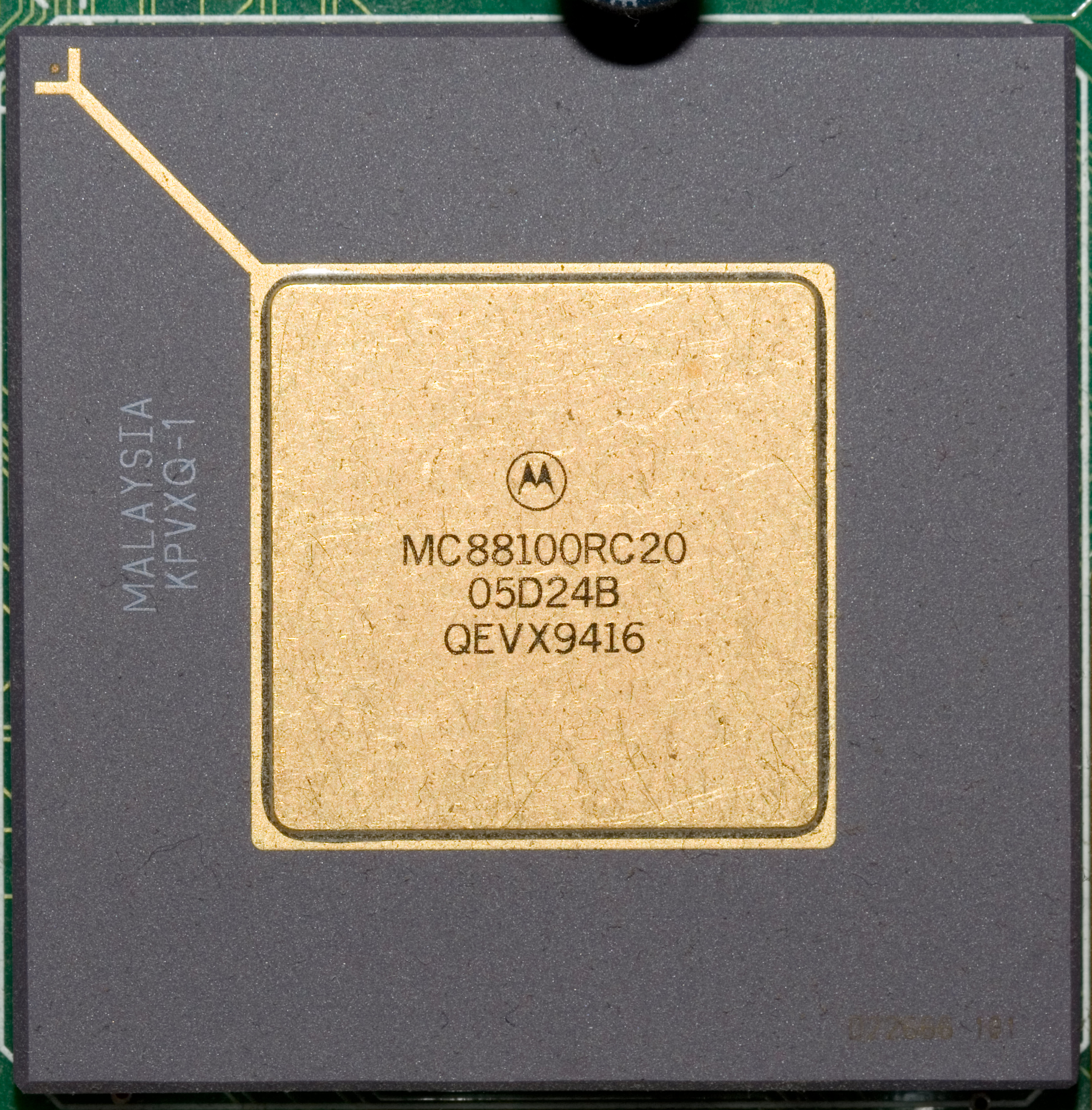
Motorola 88100 RISC CPU

أول تنفيذ لبنية التعليمات 88000 كانت معالج دقيق MC88100، والذي تضمن وحدة نقطة عائمة مدمجة. مع هذا التنفيذ أتت وحدة إدارة الذاكرة ومتحكم ذاكرة_مخبئية لـ MC88200. الفكرة وراء هذا التقسيم في المهام كانت في السماح للأنظمة تعدد المعالجات بالبناء بشكل أسهل؛ وحدة MC88200 مفردة يمكنها دعم حتى أربع وحدات MC88100. على الرغم من ذلك، ذلك عنى أيضا أن بناء أبسط الأنظمة، بمعالج واحد، يتطلب كلا من الرقاقتين وتوصيلات عديدة بينهما، مما يرفع التكلفة. وهذا على الأرجح سبب رئيسي آخر لمحدودية نجاح 88000.

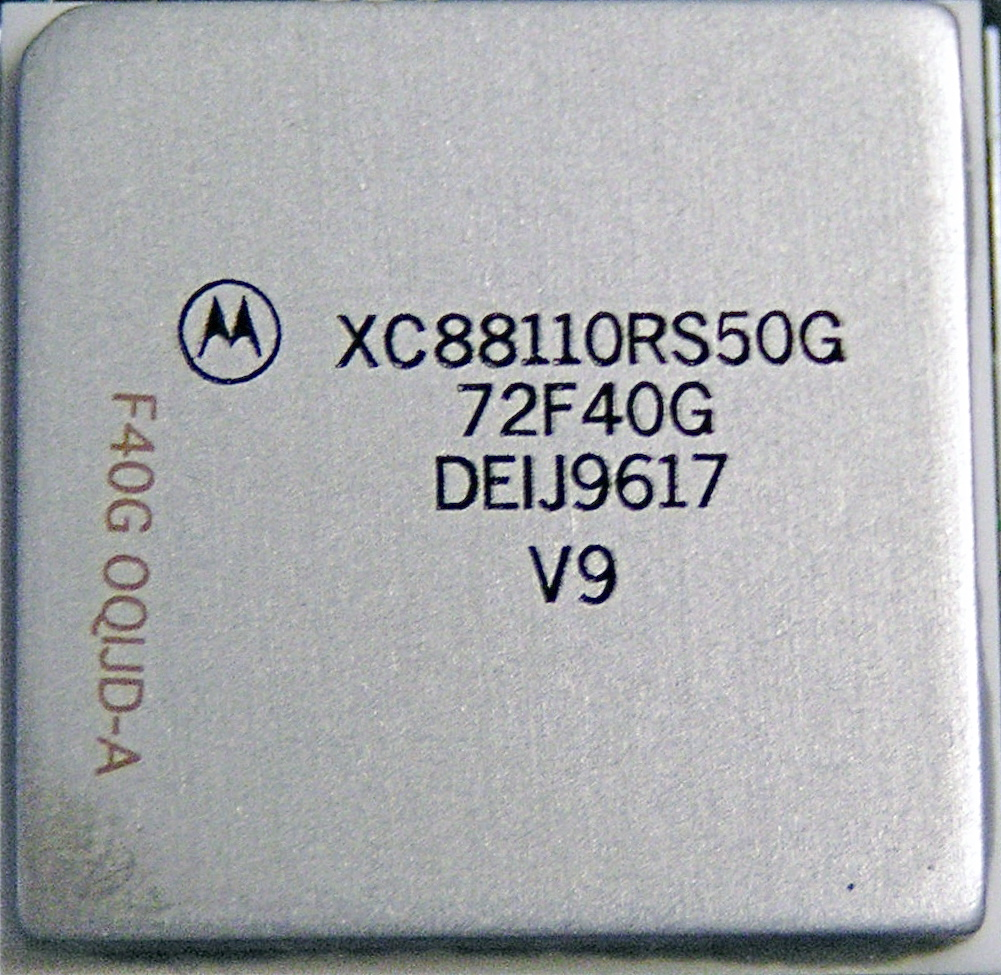
Motorola 88110 RISC CPU

تم التطرق لهذه النقطة لاحقا بالمعالج السوبر سكالر MC88110، والذي دمج ما بين وحدة المعالجة المركزية CPU، وحدة النقطة العائمة FPU، وحدة الوسائط المتعددة MMU والذاكرة المخبئية الأولى في حزمة واحدة. تعديل إضافي، تم بناء على توصية مشروع T التابع لمعهد ماساشوستس للتكنولوجيا، نتج عنه MC88110MP، الذي يتضمن اتصالات في نفس الرقاقة للاستعمال في الأنظمة متعددة المعالجات. وكان قد تم التخطيط لإصدار قدار على الوصول لسرعة 100 ميجا هرتز باسم MC88120 لكنه لم يبن قط.
وكان هناك تنفيذ للتطبيقات المدمجة، MC88300، تحت التطوير خلال أوائل التسعينات، لكنه ألغي في النهاية. فورد كان التصميم الوحيد الفائز [بحاجة لتوضيح] وقد قدموا تصميم PowerPC كبديل، والذي قد قُبِلَ.

## المنتجات والتطبيقات

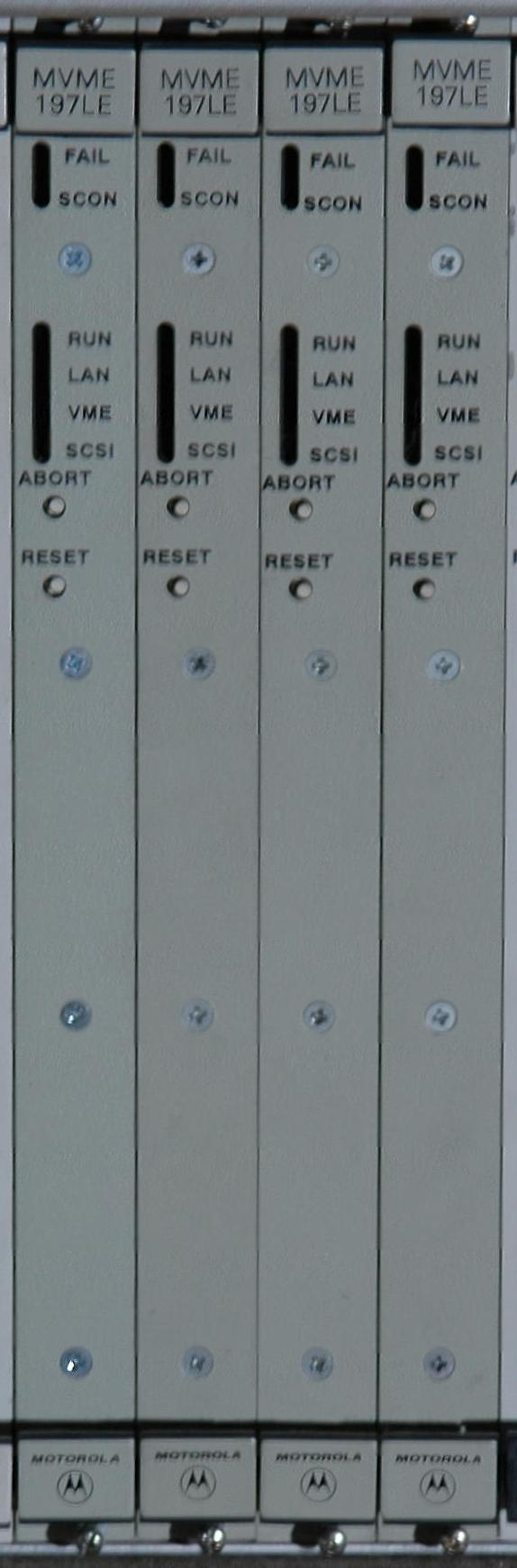
MVME-197LE

أطلقت موتورولا سلسلة من حاسوب أحادي اللوحة عرفت باسم حواسيب موتورولا أحادية اللوحة، لبناء أنظمة مبتكرة مبنية على 88000، إضافة إلى السلسلة 900 من الحواسيب القابلة للتجميع والمتضمنة للوحات MVME. بعكس الأنظمة المبنية على برج أو رف، فقد كانت السلسلة 900 ترتكز على بعضها البعض وموصولة ببعضها بعضا بكوابل شبيهة بالنواقل. ذلك المفهوم لم يلق اهتماما.
أجهزة الحوسبة الشبكية استخدمت 88100 (دون 88200) في الأجهزة X الخاصة بها المبنية على 88k. لقد استطاع 88110 الوصول إلى بعض الإصدارات التي لم تطرح أبدا من نكست، تحديدا محطة عمل نكست المبنية على RISC ، لكن المشروع ألغي برمته مع كل عتاد نكست NeXT ومشاريعها في 1993. آلات luna88k رباعية المعالجات والمسماة أومرون في اليابان استخدمت m88k، واستُخدمت لفترة قصيرة في مشروع نواة ماخ في جامعة كارنج ميلون. عدد من الأنظمة الأصغر والمشابهة بنيت أيضا، لكن أيا منها كان واسع الانتشار.
في عالم الحواسيب المضمنة، استخدم «حاسوب VMS ثلاثي القنوات» في نظام F-15 SLMTD ثلاث وحدات 88000 في حاسوب ثلاثي التكرار.
المستخدمون الكبار كانوا محدودين. الاستخدام واسع الانتشار الوحيد من قبل الأطراف الأخرى للحاسوب كان في سلسلة داتا جنرال آفيون. تلك كانت شائعة للغاية، وبقيت مستخدمة، ولو بشكل محدود، حتى اليوم. إنكور كمبيوتر بنت آلاتها Encore-91 بناء على m88k، ومن ثم استحدثت تصميما جديدا بالكامل تحت اسم سلسلة Infinity 90، لكنه من غير الواضح كم عدد الآلات التي بيعت منها. في بداية التسعينات استخدمت نورثرن تيليكوم 88100 و 88110 كوحدة معالجتها المركزية في عائلة ديجيتال ملتيبليكس سيستم المركزية الضخمة من بدالات الهواتف. جميع تلك الاستخدامات كانت مجبرة على الانتقال إلى المعالجات الأخرى عندما تخلت موتورولا عن m88k؛ وذهبت DG إلى إنتل، و Encore إلى دي إي سي ألفا.
كما واستخدمت جي إي سي كمبيوترز الـ 88100 لبناء GEC 4310، أحد حواسيب سلسلة GEC 4000، لكن مشكلة في إدارة الذاكرة نتج عنها عدم كفاءة في الأداء وكما حصل في حواسيبهم من سلسلة GEC 4000 المبنية على مصفوفة البوابات وأيضا المبنية على Am2900، ولم يتم تصميم أنظمة GEC أخرى باستخدام عائلة 880000.
أما حاسوب TC-2000 من بي بي أن بتر فلاي فقد استخدم معالج 88100، وتضمن حتى 512 وحدة معالجة مركزية.
لينوتايب هيل استخدمت 88110 في محطات عمل "Power" الخاصة بهم والمشغلة لمحرر رسومات راستر لينوتايب هيل دافنشي لمعالجة الصور.
دولفن سيرفر، شركة خارجة من الشركة الأم المتوفية نورسك داتا، بنت خوادمها بناء على 88k. حوالي 100 نظام تم شحنها خلال 1988-1992.
خططت ألفا مايكروسيستمز في البداية لدمج معمارية 88k من موتورولا 86000، وبنت داخليا آلة حولها تشغل يونكس سيستم في، لكنه نبذ في النهاية لصالح مشتقات 68k.

## دعم أنظمة التشغيل
طرحت موتورولا يونكس سيستم في الخاص بها، النظام V/88، لاستخدامه في أنظمتها المبنية على 88000. كان هناك نسختان رئيسيتان: النسخة 3.2 إصدار 3 والنسخة 4.0 إصدار 3. أنظمة داتا جينيرال آفيون كانت تشغل DG/UX. كان هناك منفذ أوبن بي إس دي لأنظمة MVME أم في أم إي،  LUNA-88K workstations, and Data General AViiON systems. وعلى الأقل منفذ تجريبي واحد غير رسمي نت بي إي دي لأنظمة MVME.

## الوصلات الخارجية
- Badabada.org Comprehensive Motorola 88k CPU and computer information.

قالب:Motorola processors
قالب:RISC-based processor architectures